# Моє золоте життя
Моє золоте життя (кор. 황금빛 내 인생) — південнокорейський драматичний серіал що транслювався щосуботи та щонеділі з 2 вересня 2017 по 11 березня 2018 року на телеканалі KBS2.

## Сюжет
Амбітна Со Чі Ан намагається отримати постійну роботу в великій корпорації, але місце отримує чергова донька з впливової родини. Раніше родина Чі Ан також була багата, у її батька був власний бізнес але він збанкрутів. Ще пам'ятаючи старі часи, Чі Ан важко змиритися зі своїм становищем. Натомість її сестру Чі Су зовсім не бентежить бідність родини, в неї практично відсутні амбіції, вона полюбляє випікати хліб і мріє навчитися пекарській справі у знайомого пекаря.
На початку 90-х років, через прикрий випадок багата родина втрачає свою середню доньку. Більше двадцяти років вони не знають чи жива вона чи ні, але коли вони майже втратили надію на повернення доньки то дізнаються що вона весь цей час виховувалася як одна з доньок колишнього бізнесмена Со Те Су. Не гаячи часу, мати їде до будинку Те Су за своєю донькою. Заставши вдома лише дружину Те Су Мі Чон, Мьон Хі вимагає повернути свою доньку. Спочатку Мі Чон все заперечує, але під впливом доказів зізнається що вони дійсно знайшли дівчинку та виховали її як свою. На запитання Мьон Хі хто саме її загублена донька Чі Су чи Чі Ан, Мі Чон відповідає що це Чі Ан. Невдовзі стається довгоочікуване возз'єднання родини. Чі Ан задоволена своїми новими можливостями та намагається у всьому підлаштуватися до порядків заведених в своїй нові родині, але через деякий час вона розуміє що щось не так. Виявляється її «стара» мати збрехала. Мі Чон надто переймаючись стражданнями амбітної доньки від неможливості отримати достойну роботу, та бачачи що Чі Су всім задоволена, вирішує віддати в багату родину свою рідну доньку.

## Акторський склад

### Головні ролі
- Пак Сі Ху — у ролі Чхве До Гьона[1]. Молодий чоловік якого з дитинства готують до ролі спадкоємця великого родинного бізнесу. Він з дитинства усвідомлював своє призначення та звик до того що його життя розписане наперед. Одного разу йому набридають родинні забобони і він вирішує наперекір владному діду самотужки відкрити справу.
- Сін Хє Сон — у ролі Со Чі Ан[2]. Молода талановита донька збанкрутілого бізнесмена. Не дивлячись на всі її здібності та знання, їй не вдається побудувати кар'єру бо завжди попереду діти впливових батьків.
- Лі Тхе Хван[en] — у ролі Сон У Хьока[3]. Шкільний друг Чі Ан, молодший брат У Хі, працює дизайнером меблів. Зі шкільних років був закоханий в Чі Ан, але для неї він лише друг. Згодом закохався в Чі Су, не знаючи що вона сестра Чі Ан.
- Со Ин Су — у ролі Со Чі Су[4]. Більшість свого життя вважала себе сестрою Чі Ан та донькою Те Су та Мі Чон, вона виросла простою, відкритою та трошки наївною дівчиною. Але коли з'ясувалося що вона донька власників великої корпорації, вона не надто цьому зраділа та зовсім не стала підлаштовуватись до порядків заведених в новій родині.

### Другорядні ролі

#### Родина Чі Ан
- Чхон Хо Чжін[en] — у ролі Со Те Су. Голова великої родини, він мав успішний бізнес, тож звик бути єдиною опорою та годувальником всієї родини. Після банкрутства своєї фірми змушений працювати на тимчасових підробітках, щосили намагаючись зробити життя родини кращим.
- Кім Хє Ок[en] — у ролі Ян Мі Чон. Дружина Те Су, мати Чі Ан, Чі Тхе та Чі Хо. Вона майже все життя була домогосподаркою, їй важко звикнути до свого нового соціального статусу. До того ж вона надто переймається майбутнім своїх дітей, через що робить фатальну помилку.
- Лі Тхе Сон[en] — у ролі Со Чі Тхе. Старший син Те Су, працює в банку. Йому важко прийняти банкрутство батька тому що він ще добре пам'ятає часи, коли родина була багатою а життя яскравішим.
- Сін Хьон Су[en] — у ролі Со Чі Хо[5]. Найменший син Те Су. На перекір батькам вирішив не витрачати час та кошти на здобування вищої освіти, натомість спробувати відкрити власну справу.

#### Родина До Гьона
- Чон Но Мін[en] — у ролі Чхве Чі Сона. Чоловік Мьон Хі, який потрапив під вплив суворого тестя та змушений виконувати всі забаганки старого.
- На Йон Хі[en] — у ролі Но Мьон Хі. Старша донька председателя Но Ян Хо, мати До Гьона та Со Хьон. Звикла надто високомірно ставитись до оточуючих.
- Лі Да Ін[en] — у ролі Чхве Со Хьон[6]. Менша донька Чі Сона та Мьон Хі, молодша сестра До Гьона. Звикла що її життя завжди розписане до дрібниць, і в неї немає вибору навіть чим займатися та з ким зустрічатися.
- Кім Бьон Кі[en] — у ролі Но Ян Хо. Надто владний голова великої корпорації, батько Мьон Хі ча Чін Хі. Патріарх родини, який звик завжди за будь-яку ціну добиватись свого.
- Чон Су Кьон[en] — у ролі Но Чін Хі. Друга донька Но Ян Хо, молодша сестра Мьон Хі.
- Ю Ха Бок — у ролі Чан Мьон Су. Чоловік Чін Хі.

#### Інші
- Со Кьон Хва — у ролі Мін Диль Ле. Менеджер по домогосподарству в родині До Гьона. Під її керівництвом знаходиться вся прислуга в домі.
- Ві Ха Чжун — у ролі Рю Че Сіна. Колишній водій Со Хьон.
- Чан Со Йон — у ролі Сон У Хі. Старша сестра У Хьока, власниця невеликої кав'ярні. Через невдалий перший шлюб побоювалася розпочинати нові стосунки.
- Чхве Гві Хва — у ролі Кан Нам Гу. Пекар, власник невеликої пекарні, сирота. З юності кохав У Хі, але через свою бідність не наважувався освідчитись у коханні.
- Пак Чу Хі — у ролі Лі Су А. Давня подруга Со Чі Тхе на які він одружився.
- Лі Гю Бок — у ролі секретаря Ю. Особистий помічник До Гьона.
- Ю Ін Йон — у ролі Чан Со Ри. Наречена До Гьона.[7]

## Сприйняття
Корейська преса відмічала нетипову побудову сценарію. На відміну від більшості серіалів вихідного дня в Кореї, сюжетна лінія яких будується на класичній історії Попелюшки, події серіалу «Моє золоте життя» обертаються навколо особистого вибору головних героїв, їх пошуків власного місця в житті без огляду на бажання старших членів родини. Також відмічалася вдала робота сценариста, гарна прорисовка персонажів, всебічне висвітлення їх турбот та родинних зв'язків Все це разом, сподобалося глядачам та сприяло стрімкому підвищенню популярності драми. Завдяки популярності серіалу, додатково було знято декілька спеціальних епізодів, які транслювалися на великі свята. В цих епізодах були показані закулісні моменти зі зйомок, інтерв'ю з акторами та членами знімальної групи.

## Рейтинги
- Найнижчі рейтинги позначені синім кольором, а найвищі — червоним кольором.

| Серія                             | Прем'єра          | Рейтинг        | Рейтинг      | Рейтинг        | Рейтинг     |
| Серія                             | Прем'єра          | TNmS Ratings   | TNmS Ratings | AGB Nielsen    | AGB Nielsen |
| Серія                             | Прем'єра          | По всій країні | Сеул         | По Всій країні | Сеул        |
| --------------------------------- | ----------------- | -------------- | ------------ | -------------- | ----------- |
| 1                                 | 2 вересня 2017    | 20,7%          | 17,5%        | 19,7%          | 19,5%       |
| 2                                 | 3 вересня 2017    | 22,5 %         | 20 %         | 23,7 %         | 23,5 %      |
| 3                                 | 9 вересня 2017    | 23,2 %         | 19,4 %       | 22,4 %         | 22,2 %      |
| 4                                 | 10 вересня 2017   | 29,6 %         | 26 %         | 28,4 %         | 28,2 %      |
| 5                                 | 16 вересня 2017   | 25,2 %         | 20,9 %       | 25,3 %         | 24,5 %      |
| 6                                 | 17 вересня 2017   | 28,8 %         | 24,5 %       | 29,7 %         | 29,7 %      |
| 7                                 | 23 вересня 2017   | 25,8 %         | 22 %         | 26,2 %         | 25,6 %      |
| 8                                 | 24 вересня 2017   | 31,2 %         | 28,4 %       | 30,9 %         | 30,5 %      |
| 9                                 | 30 вересня 2017   | 24,4 %         | 21 %         | 25,4 %         | 24,3 %      |
| 10                                | 1 жовтня 2017     | 28,1 %         | 23,9 %       | 29,6 %         | 29,8 %      |
| 11                                | 7 жовтня 2017     | 24,8 %         | 20,3 %       | 27,2 %         | 26,7 %      |
| 12                                | 8 жовтня 2017     | 30,3 %         | 27,4 %       | 30,9 %         | 30,1 %      |
| 13                                | 14 жовтня 2017    | 27,9 %         | 23,3 %       | 27,4 %         | 26,5 %      |
| 14                                | 15 жовтня 2017    | 31,2 %         | 27,5 %       | 32,4 %         | 31,7 %      |
| 15                                | 21 жовтня 2017    | 30,2 %         | 27,8 %       | 29,7 %         | 29,5 %      |
| 16                                | 22 жовтня 2017    | 34,2 %         | 31,4 %       | 35 %           | 34,8 %      |
| 17                                | 28 жовтня 2017    | 30,3 %         | 26,8 %       | 30,2 %         | 30,2 %      |
| 18                                | 29 жовтня 2017    | 34,2 %         | 30,3 %       | 34,5 %         | 34,2 %      |
| 19                                | 4 листопада 2017  | 31,1 %         | 27,1 %       | 31,2 %         | 30,8 %      |
| 20                                | 5 листопада 2017  | 35,5 %         | 31,3 %       | 36 %           | 36 %        |
| 21                                | 11 листопада 2017 | 32,2 %         | 30,1 %       | 32,3 %         | 32,1 %      |
| 22                                | 12 листопада 2017 | 37,1 %         | 34 %         | 37,9 %         | 36,6 %      |
| 23                                | 18 листопада 2017 | 31,4 %         | 27,9 %       | 35 %           | 34,6 %      |
| 24                                | 19 листопада 2017 | 36,3 %         | 33,6 %       | 37,7 %         | 37,5 %      |
| 25                                | 25 листопада 2017 | 30,7 %         | 27 %         | 34,7 %         | 34,3 %      |
| 26                                | 26 листопада 2017 | 35,9 %         | 32,1 %       | 39 %           | 38,6 %      |
| 27                                | 2 грудня 2017     | 32,7 %         | 29,9 %       | 35,7 %         | 35,4 %      |
| 28                                | 3 грудня 2017     | 38,7 %         | 35,7 %       | 38,8 %         | 38,9 %      |
| 29                                | 9 грудня 2017     | 32,2 %         | 29 %         | 35,6 %         | 35,5 %      |
| 30                                | 10 грудня 2017    | 40,2 %         | 36,3 %       | 41,2 %         | 40,8 %      |
| 31                                | 16 грудня 2017    | 34,2 %         | 30,7 %       | 35,7 %         | 34,7 %      |
| 32                                | 17 грудня 2017    | 39,6 %         | 35,5 %       | 40,7 %         | 40,1 %      |
| 33                                | 23 грудня 2017    | 32,8 %         | 29,1 %       | 34,7 %         | 33,1 %      |
| 34                                | 24 грудня 2017    | 35,9 %         | 31,6 %       | 37,8 %         | 36,9 %      |
| 35                                | 6 січня 2018      | 37,3 %         | 34,4 %       | 37,6 %         | 37,2 %      |
| 36                                | 7 січня 2018      | 42,3 %         | 38,2 %       | 42,8 %         | 42,5 %      |
| 37                                | 13 січня 2018     | 36,4 %         | 32,5 %       | 37,8 %         | 37,9 %      |
| 38                                | 14 січня 2018     | 39,6 %         | 35,7 %       | 43,2 %         | 42,9 %      |
| 39                                | 20 січня 2018     | 35,3 %         | 31,9 %       | 36,8 %         | 35,4 %      |
| 40                                | 21 січня 2018     | 41,7 %         | 37 %         | 41,9 %         | 41,2 %      |
| 41                                | 27 січня 2018     | 37,5 %         | 34,1 %       | 38,8 %         | 39,3 %      |
| 42                                | 28 січня 2018     | 42,5 %         | 38,9 %       | 44,2 %         | 44,6% (1-й) |
| 43                                | 3 лютого 2018     | 39,6 %         | 35,8 %       | 40,3 %         | 40,5 %      |
| 44                                | 4 лютого 2018     | 43,9 %         | 40,4 %       | 44,6 %         | 44,1 %      |
| 45                                | 11 лютого 2018    | 39,9 %         | 36,4 %       | 41,9 %         | 41,5 %      |
| 46                                | 17 лютого 2018    | 30 %           | 26,1 %       | 34,7 %         | 34,8 %      |
| 47                                | 18 лютого 2018    | 35,1 %         | 31,3 %       | 38,7 %         | 38,9 %      |
| 48                                | 25 лютого 2018    | 30,7 %         | 27,2 %       | 29,3 %         | 28,8 %      |
| 49                                | 3 березня 2018    | 41,2 %         | 36,7 %       | 38,1 %         | 37,6 %      |
| 50                                | 4 березня 2018    | 45,8 %         | 41,9 %       | 43,9 %         | 43 %        |
| 51                                | 10 березня 2018   | 39,4 %         | 35 %         | 38,1 %         | 36,7 %      |
| 52                                | 11 березня 2018   | 47,5% (1-й)    | 43,7% (1-й)  | 45,1% (1-й)    | 44,3 %      |
| Середній рейтинг                  | Середній рейтинг  | 34%            | 30,2%        | 34,8%          | 34,4%       |
| Спеціальний епізод I до Чхусока   | 4 жовтня 2017     | 1,9 %          | Н/Д          | 2,2 %          | Н/Д         |
| Спеціальний епізод II до Чхусока  | 4 жовтня 2017     | 3,4 %          | Н/Д          | 3,4 %          | Н/Д         |
| Спеціальний епізод «За сценою I»  | 30 грудня 2017    | 23,4 %         | 20,2 %       | 22,1 %         | 21,5 %      |
| Спеціальний епізод «За сценою II» | 31 грудня 2017    | 19,9 %         | 17,1 %       | 17,5 %         | 17,3 %      |

## Нагороди
| Рік  | Нагорода                      | Категорія                                         | Отримувач               | Результат | Примітки      |
| ---- | ----------------------------- | ------------------------------------------------- | ----------------------- | --------- | ------------- |
| 2017 | 31-ша Премія KBS драма        | Головний приз (Daesang)                           | Чхон Хо Чжін            | Перемога  | [ 13 ] [ 14 ] |
| 2017 | 31-ша Премія KBS драма        | Нагорода за майстерність (акторка серіалу)        | Сін Хє Сон              | Перемога  | [ 13 ] [ 14 ] |
| 2017 | 31-ша Премія KBS драма        | Нагорода за майстерність (актор серіалу)          | Пак Сі Ху               | Перемога  | [ 13 ] [ 14 ] |
| 2017 | 31-ша Премія KBS драма        | Кращий автор сценарію                             | Со Хьон Кьон            | Перемога  | [ 13 ] [ 14 ] |
| 2017 | 31-ша Премія KBS драма        | Краща пара                                        | Пак Сі Ху та Сін Хє Сон | Перемога  | [ 13 ] [ 14 ] |
| 2018 | 11-та Премія корейської драми | Краща нова акторка                                | Со Ин Су                | Перемога  | [ 15 ] [ 16 ] |
| 2018 | 6-та Премія «Зірок МААТР»     | Нагорода за високу майстерність (акторка серіалу) | Сін Хє Сон              | Перемога  | [ 17 ] [ 18 ] |